# Олімпік (Алес)
Олімпік Алес (фр. Olympique d'Alès en Cévennes), або як його називають у Франції, просто Алес французький футбольний клуб. Зараз виступає у лізі Насьйональ 3 (5-й рівень). Заснований у 1923 році. Грає на стадіоні Стад П'єр Пібаро, який названий в честь П'єра Пібаро і вміщує 10 000 глядачів.

## Відомі гравці
- Яскович Сергій Іванович
- Сабрі Лямуші
- П'єр Пібаро
- Франк Рібері

## Досягнення
- Переможці D2: 1957
- Переможці D2-Південь: 1934
- Віце-чемпіони D2: 1947
- Півфіналісти Кубок Франції з футболу: 1987